# Calleras
Calleras (en asturiano y oficialmente: Caeras) es una de las 44 parroquias del concejo de Tineo en el Principado de Asturias en España
La parroquia se encuentra situadada en la zona conocida como Cuarto de los Valles, en la denominada comarca vaqueira, cerca del concejo de Valdés. 

## Entidades de población
La parroquia cuenta con las siguientes entidades de población (entre paréntesis, el tipo de población según el Nomenclátor de la Sociedad Asturiana de Estudios Económicos e Industriales, la toponimia asturiana oficial en asturiano y la población según el Instituto Nacional de Estadística):
- Busmeón, casería (Busmión)
- Bustellín, casería (Busteḷḷín)
- Calleras aldea de 46 habitantes (Caeras)
- Ese de Calleras, casería (Ese)
- Llaneces de Calleras, aldea (Ḷḷaneces)
- Montelloso, casería (El Monteḷḷousu)
- Pandiello, casería (El Pandieḷḷu)
- La Rebollada, aldea (La Reboḷḷada)
- Relloso, aldea (Reḷḷousu)
- La Rubiera, casería
- Trabazo, aldea (Trabazu)
- Veneiro, casería (Veneiru)

Calleras (Aldea)
Está situada a 17 km de Tineo con quien que se comunica a través de la carretera TI-2, a 35 km por carretera de la costa (15 km en línea recta). Tiene una población de 46 habitantes se gún el censo del año 2020]
Destaca la iglesia de San Martín de grandes dimensiones y la bolera de bolo celta. Es un lugar de gran riqueza natural y paisajística, rodeada de prados, arroyos como el Regueirona y Río Grande que es afluente del río Esva y bosques de avellanos, eucaliptos, pinos, nogales y castaños.
Ese de Calleras
La casería Ese de Calleras (en bable Ese) toma del río Esva que nace en este pueblo por la unión de los ríos Barcena y Veiga. Es relevante la capilla de San Pedro de Ese de Calleras que data del siglo X y la  Ruta del Esva, un recorrido a las orillas de dicho río, y el cual presenta un magnífico paseo por un paraje  natural.
En la aldea de Calleras cabe destacar en su arquitectura la iglesia construida a finales del siglo XIX, de enormes dimensiones, con el fin de albergar el retablo barroco de un monasterio desaparecido en Belmonte.

## Población
En 2020 contaba con una población de 109 habitantes (INE, 2020) repartidos en un total de 118 viviendas (INE, 2010).